# Reao

Bandiera di Reao

Reao è un atollo appartenente all'arcipelago delle Isole Tuamotu nella Polinesia francese.